# Сливна
Сливна (словен. Slivna) је насељено место у општини Литија, Засавска регија, Словенија.

## Географска локација
Сливна је насеље које у односу на свој географски положај представља централну геометријску тачку, тј. центар Словеније.

## Историја
До територијалне реорганизације у Словенији била је у саставу старе општине Литија.

## Становништво
У попису становништва из 2011. године, Сливна је имала 134 становника.
| Број становника према пописима | Број становника према пописима | Број становника према пописима |
| ------------------------------ | ------------------------------ | ------------------------------ |
| 1991                           | 2002                           | 2011                           |
| 112                            | 136                            | 134                            |